# روی راپاپورت
روی راپاپورت (انگلیسی: Roy Rappaport; ۲۵ مارس ۱۹۲۶ – ۹ اکتبر ۱۹۹۷) انسان‌شناس، و استاد دانشگاه اهل ایالات متحده آمریکا بود.